# Parasymbellia
Parasymbellia is een geslacht van rechtvleugeligen uit de familie Euschmidtiidae. De wetenschappelijke naam van dit geslacht is voor het eerst geldig gepubliceerd in 1964 door Descamps.

## Soorten
Het geslacht Parasymbellia omvat de volgende soorten:
- Parasymbellia bifida Descamps, 1964
- Parasymbellia crenulata Descamps, 1964
- Parasymbellia decorata Descamps & Wintrebert, 1965
- Parasymbellia grandis Descamps, 1971
- Parasymbellia inermis Descamps, 1964
- Parasymbellia mucronata Descamps, 1964
- Parasymbellia rubroornata Descamps, 1964
- Parasymbellia undulata Descamps, 1964
- Parasymbellia wintreberti Descamps, 1971